# Kruk pustynny
Kruk pustynny (Corvus ruficollis) – gatunek dużego ptaka z rodziny krukowatych (Corvidae). Zasiedla północną Afrykę, Bliski Wschód (w tym Półwysep Arabski) i centralną Azję. Niezagrożony wyginięciem.

## Taksonomia
Gatunek opisał po raz pierwszy René Primevère Lesson w roku 1831 pod nazwą Corvus ruficollis, obecnie używaną. Holotyp pochodził z Santiago (WZP). Tworzy nadgatunek wraz z krukiem srokatym (C. albus) i krukiem somalijskim (C. edithae). Jest to takson monotypowy.

## Zasięg występowania
Kruk pustynny ma bardzo szeroki zasięg występowania o powierzchni 14 300 000 km². Zasiedla obszary pustynne centralnej Azji, północnej Afryki i Bliskiego Wschodu. Na Bliskim Wschodzie spotykany w centralnym i południowym Kazachstanie po Turkmenistan i prawdopodobnie południowo-zachodni Tadżykistan. W Afryce spotykany na Wyspach Zielonego Przylądka, od południowego Maroko poprzez Algierię (z wyjątkiem północnej) i południową Tunezję do Mauretanii i północnego Senegalu, na wschód do Libii (poza północną), północnego Mali, Burkiny Faso, Nigru, centralnego Czadu, Egiptu (w tym półwysep Synaj) oraz północnego i centralnego Sudanu. Również na Bliskim Wschodzie zasiedla wschodni Izrael i zachodnią Jordanię na południe po Półwysep Arabski oraz na wschód przez południowo-wschodnią Syrię, centralny i południowy Irak oraz południowy i wschodni Iran do południowo-zachodniego Pakistanu i północnego Afganistanu. Spotykany także na Sokotrze. Środowisko życia stanowią pustynie, obszary skaliste, sawanny i zakrzewienia do wysokości 3700 m n.p.m.

## Morfologia
Całkowita długość ciała wynosi 52–56 cm. Skrzydło mierzy 380–420 mm, zaś dziób 57–75 mm. Wydzielony z kruka pustynnego kruk somalijski różni się m.in. mniejszymi wymiarami. Masa ciała waha się między 500 a 647 g. Charakterystyczne są spiczasto zakończone pióra na szyi. Upierzenie czarne, na wierzchu głowy i ciała z ciemnozielonym odcieniem, zaś na piersi, skrzydłach, bokach i sterówkach fioletowawym. Tył szyi, gardło i wyższa część grzbietu brązowe, połyskliwe. Spód ciała smoliście czarny, podobnie jak i dziób i nogi. Tęczówki brązowe.

## Pożywienie
Kruk pustynny jest gatunkiem wszystkożernym; zjada m.in. owoce, jagody, owady, węże, ptaki, małe ssaki, a niekiedy nawet bardzo młode jagnięta czy gazele. Niekiedy udaje się na namorzyny celem zabrania jaj z gniazd, wygrzebuje pożywienie ze śmietników, szuka martwych zwierząt wzdłuż dróg czy zbiera owady spod kamieni. Z grzbietów zwierząt zbiera owady lub nawet zjada jątrzącą się skórę. Potrafi kooperować w zdobywaniu pożywienia, na przykład, by wypłoszyć owady z wysokich traw.

## Lęgi
Okres lęgowy odbywa się o różnych porach roku w zależności od zasięgu, trwa 3–4 miesiące. Ptak ten tworzy długotrwałe monogamiczne związki. Gniazduje z dala od gniazd ptaków tego samego gatunku; gniazdo często mieści się pod gniazdem sępa uszatego (Torgos tracheliotos) celem zapewnienia bezpieczeństwa. Zniesienie liczy 2–6 jaj, lecz w obszarach bardzo spustynniałych najwyżej do 3. Wysiaduje jedynie samica, zaś samiec przynosi jej pożywienie; po wykluciu się młodych oba ptaki z pary opiekują się nimi. Niekiedy dorosłym osobnikom towarzyszą młode z poprzedniego lęgu, zwykle jednak po usamodzielnieniu się dołączają do stad niegniazdujących osobników.

## Status
Przez IUCN gatunek klasyfikowany jest jako najmniejszej troski (LC, Least Concern). Populacja ma trend wzrostowy, prawdopodobnie przez przystosowywanie się do obszarów zurbanizowanych. Występuje na 23 obszarach uznanych za Important Bird Area, do chronionych należy Rezerwat przyrody Tigrowaja bałka. Poza tym są to m.in. pustynia Registan, Pustynia Judzka, Nargyz (IBA leżący u prawego wybrzeża rzeki Amu-daria), jezioro Dengizkoʻl oraz północne wybrzeże jeziora Ajdar-kul.